# ロコ・モーション
「ロコ・モーション」（"The Loco-Motion"）は、アメリカ合衆国のミュージシャン、リトル・エヴァが1962年にリリースしたシングル。作詞はジェリー・ゴフィン、作曲はキャロル・キング、編曲はラリー・ノレッド(英語版)。
ローリング・ストーンの選ぶオールタイム・グレイテスト・ソング500（2010年版）では359位にランクされている。

## 解説
『ビルボード (Billboard)』誌では、1962年8月25日に、週間ランキング第1位を獲得。『ビルボード』誌1962年年間ランキングでは第19位。
従来からの定説：リトル・エヴァはガール・グループ「ザ・クッキーズ」の紹介で、ジェリー・ゴフィンとキャロル・キング夫妻のベビーシッターの仕事を得る。そこで2人の子供をあやしながら唄っているのを耳にした夫妻が曲を書いてデビューさせた。
一方、キャロル・キング自身がナショナル・パブリック・ラジオ (NPR)のインタビューで答えた話は次の通りである(こちらが事実であろう)。
- ジェリー・ゴフィンとキャロル・キングはリトル・エヴァの歌手としての素質を見抜いていた。「ザ・ロコ・モーション」は本来「ディー・ディー・シャープ」に提供予定だった。しかし、リトル・エヴァにデモ録音させたところ、完成度が高かった。それで、デモ録音をそのままリリースしたという。
- 尚、このキャロル・キングのインタビューはリトル・エヴァの他界（2003年）後に放送された。

## カヴァー版
- シルヴィ・ヴァルタン - 1962年、フランス語でカヴァーされた。

- シェリー・フェブレー - 1962年のアルバム『The Things We Did Last Summer』に収録。

- 伊東ゆかり - 1962年にカヴァー（日本語詞：あらかはひろし）。アメリカ版との違いは原曲を日本語に訳したり一部曲調を変更した程度である。

- ザ・ベンチャーズ - 1963年発表のアルバム『ダンスパーティー (Going To The Ventures Dance Party)』でカヴァー。

- ザ・バンチ（The Bunch） - 1972年発表のアルバム『ロック・オン(Rock On）』でカヴァーされた。リード・ボーカルはリンダ・トンプソン（Linda Thompson）で、録音時は結婚前でリンダ・ピーターズ（Linda Peters）。

- ゴールデン・ハーフ - 1973年に「ゴールデン・ハーフのロコモーション」として日本語でカヴァー。

- ヤング101 - 1973年に発表されたNHK総合テレビジョンの音楽番組『ステージ101』のアルバム『ロッカ・バラード・スペシャル』で「ザ・ロコモーション」の邦題で日本語でカヴァー。

- グランド・ファンク（Grand Funk） - 1974年にハードロック調にカヴァーした。ビルボード誌の週間ランキングで同年5月4日に第1位を獲得し、1974年年間ランキングでは第6位だった。同誌の集計ではグランド・ファンク・レイルロード時代を含めて彼等の最大のヒット曲となった。

- キャロル・キング - 1980年発表のアルバム『Pearls: Songs of Goffin and King』でセルフ・カヴァー。

- エマーソン・レイク・アンド・パウエル - 1986年に同名アルバムのボーナストラックにてインストゥルメンタルでカヴァー。

- スチュワート&ガスキン - 1986年にシングルとしてカヴァー。

- Mi-Ke - 1993年のアルバム『甦る60’s 涙のバケーション』でカヴァー。

- アトミック・キトゥン - 2000年に公開された映画『きかんしゃトーマス 魔法の線路』に使用された。

- ORANGE RANGE が2004年6月に発表した「ロコローション」は当初オリジナル曲として発表されたが主旋律の一部がEMIが管理する「ロコ・モーション」と一致するため、同年9月よりJASRAC上での作曲者記載がジェリー・ゴフィンとキャロル・キングに変更され「ロコ・モーション」のカヴァー曲となった。[2][3]

- サンリオキャラクターのハローキティ（声優：林原めぐみ） - サンリオピューロランドのキャラクターショーにて披露されることがある。
- サム・ブリューイット - 『きかんしゃトーマス』長編作品主題歌の歌唱を数多く担当した本人。同シリーズのファンによるドキュメンタリープロジェクト『An Unlikely Fandom』の一環としてカヴァー。

## カイリー・ミノーグによるカヴァー・バージョン

### 概要
オーストラリアで行われたオージーフットボールのチャリティー・イベントに当時出演していたオーストラリアの人気ドラマ『ネイヴァーズ』の出演者とともに登場したカイリーは「ロコモーション」をパフォーマンスする。その後、カイリーはマッシュルーム・レコードと契約を結び1987年7月28日にこの曲で歌手デビューを果たした。マイク・ダフィによってプロデュースされたこの「ロコモーション ("Locomotion")」は、オーストラリアやスウェーデン、イタリアなどで発売され母国オーストラリアでは7週連続1位という大ヒットを記録する。
この曲の成功によってストック・エイトキン・ウォーターマン(SAW)とチームを結成したカイリーは1988年、「ロコモーション」をSAWのプロデュースによって再レコーディングし、タイトルを改題した("Locomotion"→"The Loco-Motion")。そしてオリジナル・バージョンからちょうど1年後の1988年7月28日にSAWのプロデュースによるワールド・ワイド・バージョンが全世界で発売された。このワールド・ワイド・バージョンは全英で2位を記録するのみならず、全米ビルボードでも3位を記録する。これは2023年現在におけるカイリーの全米ビルボードでの最大のチャート・ヒットである。ワールドセールスでは約1200万枚を記録。

### トラック・リスト

#### 1987年版 ("Locomotion")
- オーストラリア・カセット・シングル

1. "Locomotion" — 3:17
2. "Locomotion" (Chugga-Motion Mix) — 7:38
3. "Locomotion" (Girl Meets Boy Mix) — 3:15
4. "Glad to Be Alive" (7" Mix) — 3:42

- オーストラリア 7" レコード

1. "Locomotion" — 3:15
2. "Glad to Be Alive" (7" Mix) — 3:42

- オーストラリア 12" レコード

1. "Locomotion" (Chugga-Motion Mix) — 7:38
2. "Locomotion" (Girl Meets Boy Mix) — 3:15
3. "Glad to Be Alive" (7" Mix) — 3:42

- スウェーデン　7" レコード

1. "Locomotion" — 3:17
2. "Getting Closer" (7" Mix) — 3:33

- スウェーデン　12" レコード

1. "Locomotion" (Chugga-Motion Mix) — 7:38
2. "Getting Closer" (Extended Oz Mix) — 4:11
3. "Locomotion" — 3:17

- イタリア　7" レコード

1. "Locomotion" — 3:17
2. "Getting Closer" (7" Mix) — 3:35

#### 1988年版 ("The Loco-Motion")
- UK 7" レコード

1. "The Loco-motion" (7" mix) — 3:17
2. "I'll Still Be Loving You" — 3:45

- UK 12" レコード/ドイツ盤

1. "The Loco-motion" (Kohaku Mix) — 5:59
2. "I'll Still Be Loving You" — 3:45

- UK 12" リミックス

1. "The Loco-motion" (Sankie Mix) — 6:35
2. "I'll Still Be Loving You" — 3:45

- US 7" レコード

1. "The Loco-motion" (LP Version) — 3:17
2. "I'll Still Be Loving You" — 3:45

- US 12" レコード

1. "The Loco-motion" (Kohaku Mix) — 5:59
2. "The Loco-motion" (Sankie Mix) — 6:35
3. "The Loco-motion" (LP Version) — 3:17
4. "I'll Still Be Loving You" — 3:45

- iTunesデジタルEP

"Locomotion"
1. "Locomotion"
2. "Locomotion" (Chugga-Motion Mix)
3. "Locomotion" (The Girl Meets Boy Mix)
4. "Getting Closer"
5. "Getting Closer" (UK mix) (previously unreleased)
6. "Getting Closer" (UK instrumental) (previously unreleased)
7. "Getting Closer" (Extended Oz Mix)
8. "Getting Closer" (Extended Oz Instrumental) (previously unreleased)
9. "Glad to Be Alive"

"The Loco-Motion"*
1. "The Loco-Motion" (7" mix)
2. "The Loco-Motion" (The Kohaku Mix)
3. "The Loco-Motion" (7" instrumental)
4. "The Loco-Motion" (7" backing track)
5. "I'll Still Be Loving You"
6. "I'll Still Be Loving You" (instrumental)
7. "I'll Still Be Loving You" (backing track)